# 벤세르 엘 파사도
《벤세르 엘 파사도》(스페인어: Vencer el pasado)은 2021년 방영된 멕시코의 텔레노벨라이다.